# Okręty patrolowe typu D’Entrecasteaux
Okręty patrolowe typu D’Entrecasteaux – francuskie okręty patrolowe, które do służby we Francuskiej Marynarce Wojennej zaczęły wchodzić w 2016 roku. Zbudowano 4 jednostki tego typu, z przeznaczeniem głównie do dozoru francuskich wyłącznych stref ekonomicznych, misji logistycznych, humanitarnych i ratowniczych.

## Projekt i budowa
Od lat 70. XX wieku, Francja wykorzystywała swoje małe okręty desantowe typu BATRAL w roli wielozadaniowych jednostek patrolowych, których głównym zadaniem było wsparcie i zabezpieczenie działania francuskich departamentów i wspólnot zamorskich. W ramach tych misji okręty patrolowały wody należące do francuskich wyłącznych stref ekonomicznych, zwalczały piractwo, przemyt narkotyków i nielegalne połowy ryb, realizowały misje logistyczne i humanitarne a także w razie konieczności zadania ratownicze .
W 2013 roku podjęto decyzję o zastąpieniu okrętów typu "BATRAL", przez nowe wielozadaniowe okręty patrolowe typu "D’Entrecasteaux". 30 grudnia 2013 roku francuska marynarka wojenna złożyła w konsorcjum Kership zamówienie na budowę trzech nowych okrętów. Konsorcjum składało się z firmy Piriou i koncernu stoczniowego DCNS. Piriou odpowiadał za ogólny projekt okrętów, ich budowę, wyposażenie i próby morskie. DCNS odpowiadało za militarną stronę kontraktu, w tym za instalację systemu łączności wojskowej. Odpowiadało także za przyszłe serwisowanie okrętów, które miało być realizowane przez 6 lat . Jako podwykonawca firmy Piriou, w prace projektowe zaangażowana była polska firma projektowo-konsultingowa Seatech Engineering Ltd. W 2015 roku podjęto decyzję o budowie czwartej jednostki tego typu. Formalny kontrakt został zawarty w 2017 roku. Niewykończony kadłub ostatniej jednostki serii, „Dumont d'Urville”, został zbudowany przez gdyńską stocznię Crist, działającą w miejscu dawnej Stoczni Gdynia .
Budowa pierwszego okrętu typu, „D’Entrecasteaux (A621)” rozpoczęła się w maju 2014 roku. Wodowanie odbyło się w sierpniu 2015 roku, wejście do służby 25 marca 2016 roku .

## Dane taktyczno-techniczne
Okręty typu "D’Entrecasteaux" klasyfikowane są jako Bâtiment Multi-Mission,B2M - okręty wielozadaniowe lub jako OPV ,offshore patrol vessels / offshore protection vessels - pełnomorskie uniwersalne patrolowce. Załoga okrętów składa się z 20 osób. Na pokładzie jest miejsce dla dodatkowych 20 osób, którymi mogą być żołnierze lub policjanci. Okręty przystosowane są do obsługi oddziału nurków i podwodnych pojazdów bezzałogowych. Na pokładzie można przewozić 8-metrową łódź sztywną oraz kilka łodzi hybrydowych. W zależności od potrzeb można przewozić także dwa pojazdy terenowe lub kontenery. Obsługę ładunków zapewnia żuraw pokładowy o maksymalnym udźwigu 17 ton .

## Okręty
| Okręt                   | Stocznia   | Rozpoczęcie budowy | Zwodowanie       | Wejście do służby | Los okrętu |
| ----------------------- | ---------- | ------------------ | ---------------- | ----------------- | ---------- |
| D’Entrecasteaux (A621)  | Concarneau | maj 2014           | sierpień 2015    | 25 marca 2016     | w służbie  |
| Bougainville (A622)     | Concarneau | 2015               | 26 lutego 2016   | 16 września 2016  | w służbie  |
| Champlain (A623)        | Concarneau | 2015               | 22 sierpnia 2016 | 4 lipca 2017      | w służbie  |
| Dumont d'Urville (A624) | Concarneau | lipiec 2017        |                  | 17 kwietnia 2020  | w służbie  |